# Delonix leucantha
Delonix leucantha là một loài thực vật có hoa trong họ Đậu. Loài này được (R.Vig.) "Du Puy, Phillipson & R" miêu tả khoa học đầu tiên.